# Meragisa innoxia
Meragisa innoxia är en fjärilsart som beskrevs av William Schaus 1911. Meragisa innoxia ingår i släktet Meragisa och familjen tandspinnare. Inga underarter finns listade i Catalogue of Life.